# Bob Davidse
Jacobus Hendricus (Bob) Davidse  (Berchem, 26 juli 1920 - Antwerpen, 16 februari 2010) was een Vlaams presentator, zanger en gitarist. Hij was bekend onder zijn koosnaam Nonkel Bob, het pseudoniem waarmee hij tijdens de jaren 50 en 60 diverse kinderprogramma's op de BRT presenteerde. Als zanger staat hij vooral bekend om het lied Vrolijke vrienden. Bob is de vader van David Davidse, acteur, onder meer in musicals en eveneens bekend van radio en tv.

## Biografie
Davidse was van Zeeuwse afkomst. Hij begon reeds voor de Tweede Wereldoorlog als zanger toen hij nog scout en welpenleider was bij de 8ste VVKS-groep Padvinders van Sint-Stanislas te Berchem. Na de Duitse inval van 10 mei 1940 moest hij als CRAB naar Zuid-Frankrijk. In Toulouse kreeg hij van zijn scoutsmakkers een gitaar en oogstte hij heel wat bewondering van de andere reserverekruten. Later verbleef hij in het kamp van Touget.
De zangboekjes met gitaarakkoorden die hij uitgaf zijn nog steeds vermaard in Vlaanderen. Vele latere beroemdheden hebben er gitaar mee leren spelen. Hij trouwde in 1944 met Annie Vermeulen, met wie hij een zingend duo vormde. Op 31 juli 1955 kreeg hij een zoon, de latere stemcoach David Davidse.
Hij was van 1955 tot 1985 onder de naam Nonkel Bob de presentator van jeugdprogramma's op de Vlaamse televisie, copresentatrices waren tante Paula (Paula Sémer), tante Lieve (Lieve Simoens), tante Rita, tante Berta, tante Ria (Mimi Peetermans) en Tante Terry (Terry Van Ginderen) met Kraakje.
In 1955 zocht de toenmalige NIR presentators voor het eerste jeugduur op de tv Kom toch eens kijken. Het werd Bob Davidse, samen met Paula Sémer. Bob deed onmiddellijk een oproep om een club te stichten, de zogenaamde Tv-Ohee Club. Het werd een overdonderend succes, tot 55.000 leden. De bekendste liedjes van Davidse waren Vrolijke vrienden (1958; in origine was de melodie voor een promotielied voor de provincie West-Vlaanderen) en Annemarie (1968). Later werd het programma omgedoopt tot TipTop en kreeg Davidse assistentie van Zaki en Kris Smet. Nonkel Bob was een van de uithangborden van de Melkbrigade, een campagne om de jeugd aan te zetten meer melk te drinken.
Davidse was later in zijn carrière producer Jeugd van de BRT. Als producer stond hij aan de wieg van de jeugdseries Merlina, Carolientje en kapitein Snorrebaard en Stad op stelten. In 1985 ging hij met pensioen.
Na zijn pensioen speelde Davidse een aantal keer de rol van Sinterklaas; tijdens de periode 1990-1995 in de serie Samson en Gert en in 1996 in F.C. De Kampioenen.
Vanwege zijn erg hoge leeftijd kwam hij tijdens de laatste jaren van zijn leven niet meer op tv. Zijn laatste openbare optreden op televisie dateerde van 2003, bij het feest van 50 jaar Vlaamse tv. Toen was duidelijk merkbaar dat hij hardhorend was.
Op 9 augustus 2009 stond Davidse nog een keer op het podium voor 40.000 mensen tijdens het meezingspektakel Antwerpen Zingt.
Bob Davidse overleed op 89-jarige leeftijd na een korte ziekte, in het Erasmusziekenhuis te Borgerhout, waar hij drie weken eerder was geopereerd.
De uitvaartplechtigheid van Bob Davidse in de Antwerpse Onze-Lieve-Vrouwekathedraal werd op donderdag 25 februari 2010 live uitgezonden op ATV. Hij werd op het Schoonselhof begraven.
In 2024 werd Davidse geëerd met een Berchems plein dat naar Vrolijke vrienden werd genoemd: het Vrolijke Vriendenplein, aan de Potvlietlaan.

## Trivia
- The Rolling Stones hebben ooit opgetreden bij Nonkel Bob en Tante Terry in het programma Tienerklanken.[6][7]
- Bart Peeters is een groot bewonderaar van Bob Davidse. Hij presenteerde in 1998 zelfs een rockquiz op Canvas die “Nonkel Pop” heette, een woordspeling op Davidses artiestennaam.
- De stripreeks Mieleke Melleke Mol ontleent haar naam aan een slogan die Nonkel Bob destijds gebruikte voor de Melkbrigade: “Mieleke Melleke Mol, karwitsel, karditsel, kardol.”